# Burg Larissa
Die Burg Larissa (griechisch κάστρο Λάρισα, auch Burg Argos) ist eine mittelalterliche Burg westlich des Stadtgebiets von Argos auf der Halbinsel Peloponnes in Griechenland.
Sie ist nach dem Hügel benannt, auf dem sie steht; dessen Name soll auf Larissa, eine Figur der griechischen Mythologie, zurückgehen. Es sind bedeutende Teile der Anlage erhalten, die die Entwicklung der Burg seit der Zeit des Frühhellenismus bis zur Zeit der türkischen Besetzung nachvollziehen lassen. Die Burg wurde ununterbrochen von der Antike (zunächst als Akropolis) bis ins 19. Jahrhundert genutzt.

## Geschichte
Eine erste Befestigung gab es in mykenischer Zeit. Antikes Mauerwerk aus dem 5. Jahrhundert v. Chr. ist in den Mauersockeln noch gut zu sehen. Im Jahre 146 v. Chr. eroberten die Römer und 395 die Westgoten unter Alarich die Burg. Um 600 fiel sie den auf die Halbinsel einwandernden Slawen in die Hände.
Die Byzantiner erbauten im 12. Jahrhundert eine neue Befestigungsanlage. Im Jahr 1205 eroberte sie der Kreuzritter Gottfried von Villehardouin. Er übergab sie an den Herzog von Athen, Otto de la Roche, für geleistete Waffenhilfe. Ab 1212 wurde die Burg unter Verwendung älteren Baumaterials grundlegend erneuert. 1394 wurde sie an die Republik Venedig verkauft, 1463 schließlich wurden die Osmanen Eigentümer der Burg. 1821 eroberte Dimitrios Ypsilantis die Festung im griechischen Unabhängigkeitskrieg. Sie spielte in der folgenden Zeit keine Rolle mehr bei militärischen Aktionen.

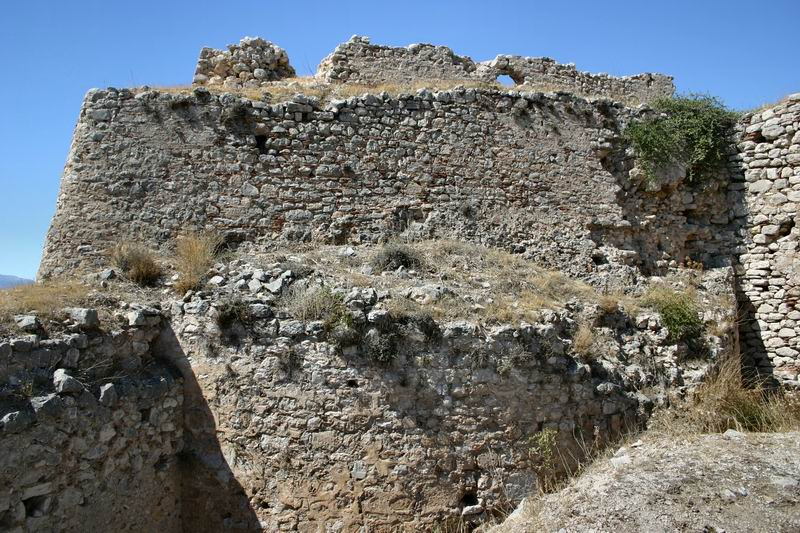
Venezianische Spitzbastion auf einer türkischen Rundbastion
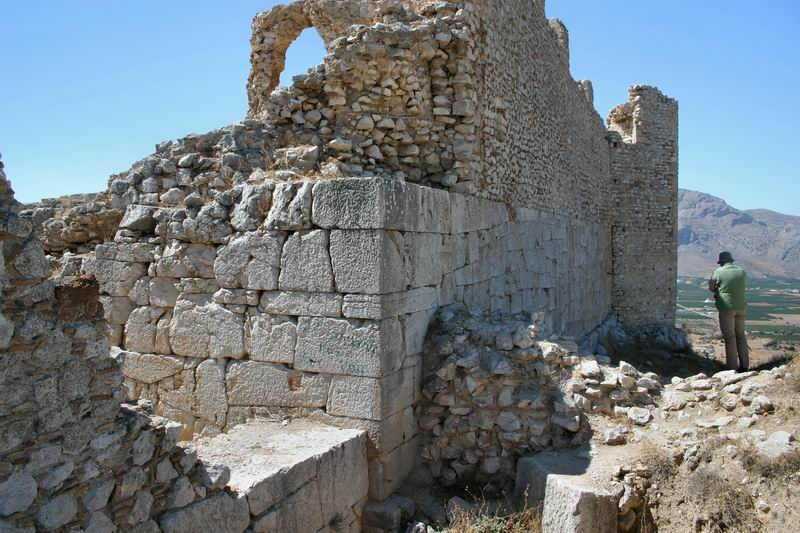
Hellenistisches Mauerwerk
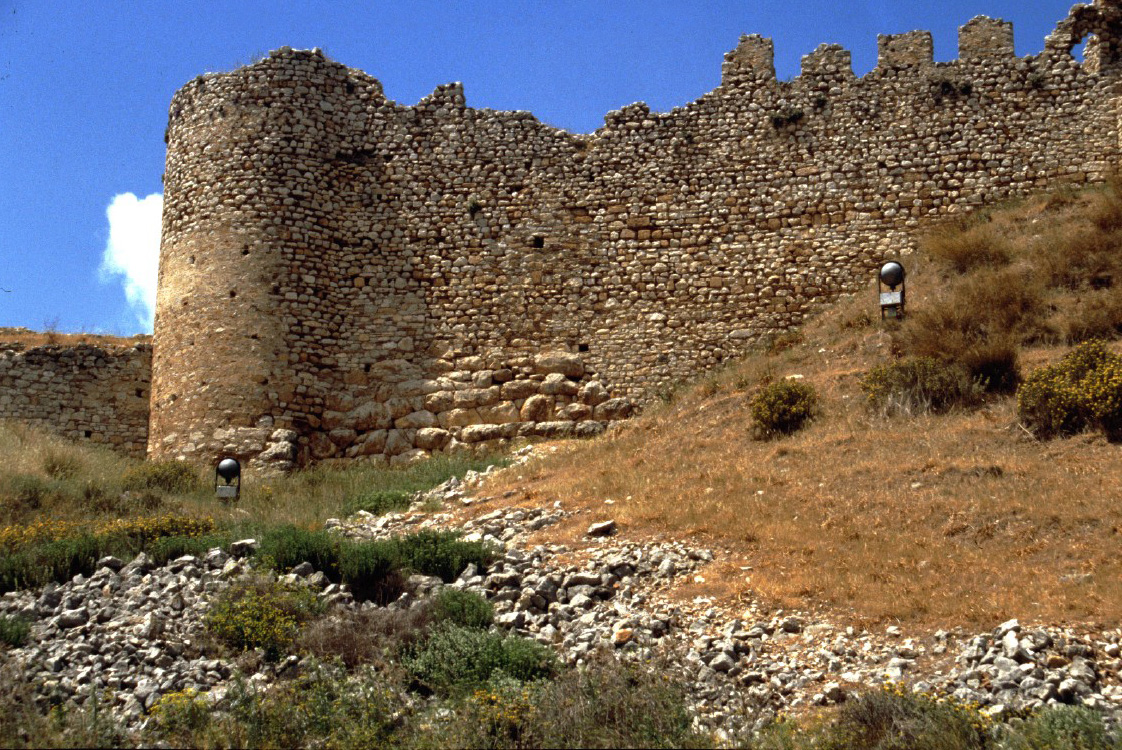
Mauerwerk aus fränkischer Zeit